# Cassis cornuta
Cassis cornuta (nomeada, em inglêsː giant helmet, horned helmet, horned helmet shell ou yellow helmet; em alemãoː Große Sturmhaube ou Gehörnte Helmschnecke; em japonêsː トウカムリ) é uma espécie de molusco gastrópode marinho predador pertencente à família Cassidae. Foi classificada por Carolus Linnaeus em 1758; descrita como Buccinum cornutum. É nativa do Indo-Pacífico, incluindo África Oriental até Austrália, Polinésia e Japão.

## Descrição da concha
Conchas grandes e pesadas, com pouco mais de 20 até o dobro, em centímetros; sem perióstraco ou opérculo; ovaladas, esculpidas com grandes projeções salientes (daí provindo a designação cornuta), com superfície de coloração creme acinzentada e com manchas mosqueadas em castanho. Espiral baixa. Escudo parietal caloso, amarelado e oval. Lábio externo espesso e liso, com projeções internas semelhantes a dentes. Columela dotada de dentículos longos, como estrias. Com varizes de crescimento, se presentes, nas voltas de sua espiral. Canal sifonal curto, formando uma dobra sifonal.

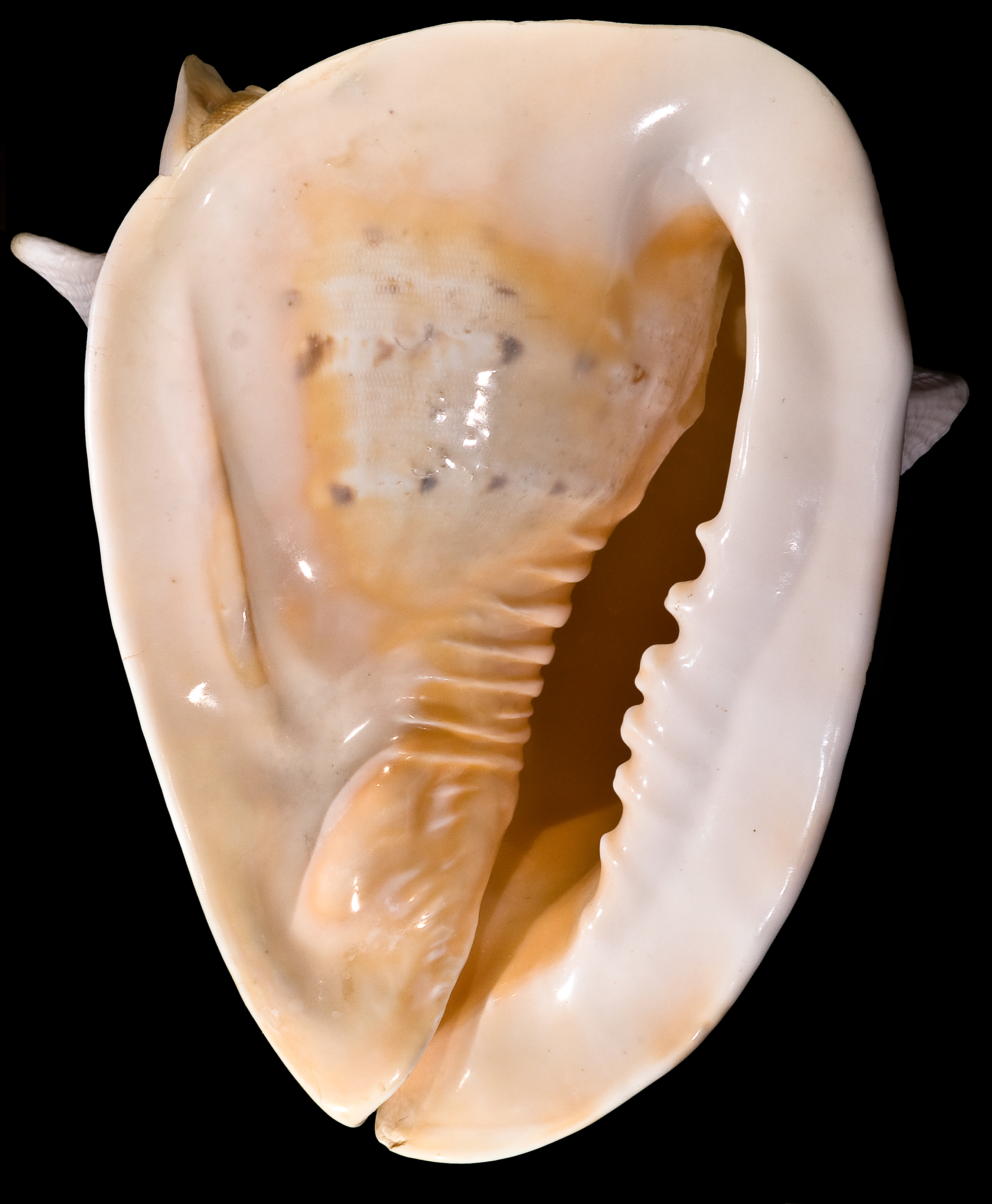
Fotografia da vista inferior da concha de C. cornuta.
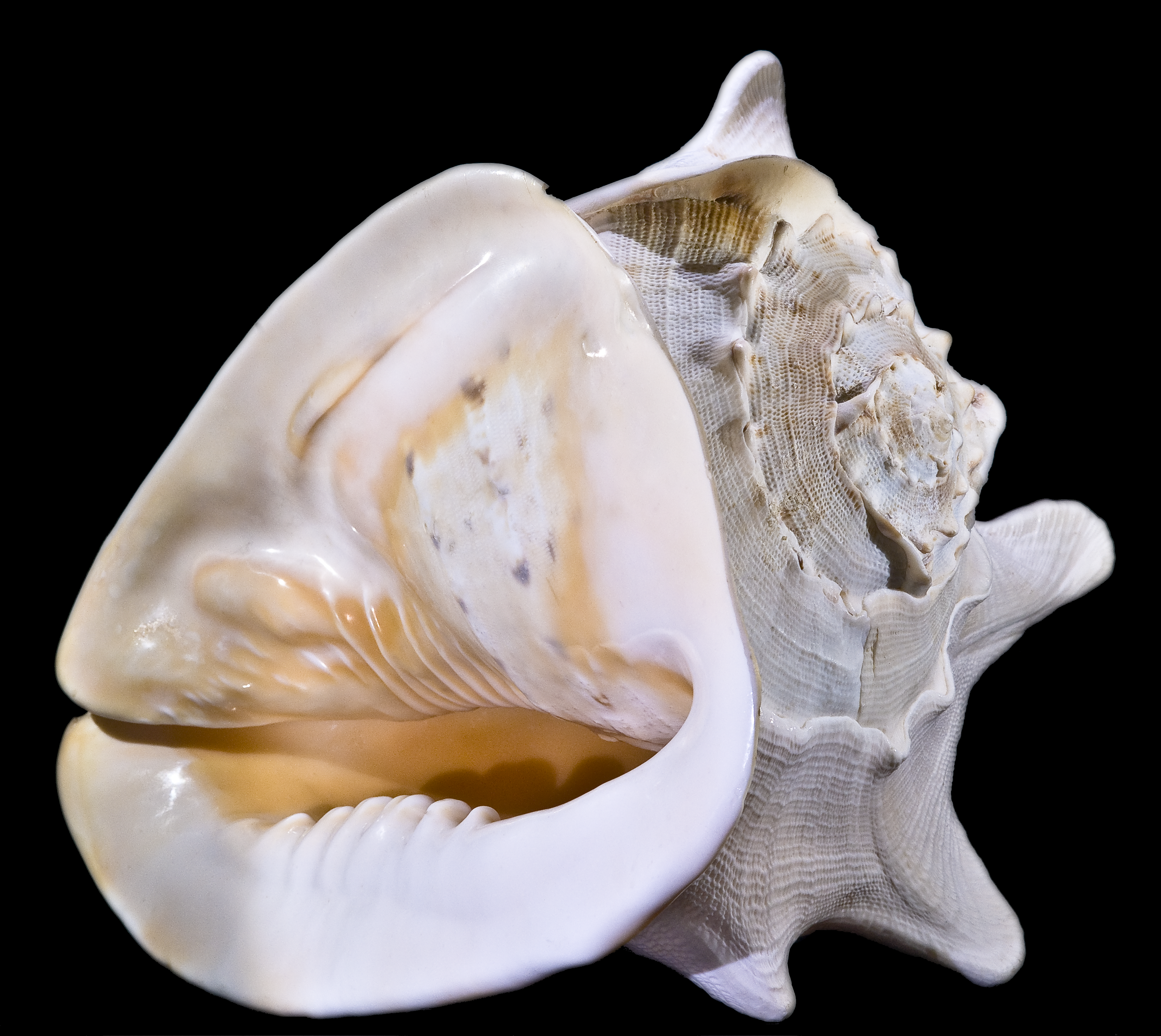
Fotografia da vista inferior-frontal da concha de C. cornuta.

## Habitat e uso
Cassis cornuta ocorre em águas rasas, entre 2 a 30 metros de profundidade. Frequentemente é coletada na área de sua ocorrência para alimentação e para uso da sua concha como item decorativo ou como recipiente para líquidos, pelos nativos. Assim como ocorre com Cassis tuberosa, no oceano Atlântico, preparam a concha deste molusco, praticando um furo na região de sua protoconcha, para soprá-lo, produzindo um som que se ouve bem de longe.